# Amadeus Nestler
Amadeus Nestler   (Naundorf, 14 de juliol de 1870 - Leipzig, 24 d'agost de 1964) Amadeus Julius Nestler va ser un mestre de capella, pianista i professor de música alemany.

## Biografia
Era fill d'August Julius Nestler també músic i pedagog, i va assistir al Royal Gymnasium de Leipzig des de 1880 fins a 1890, que va deixar amb un diploma de batxillerat. Després es va formar com a pianista concertista al Conservatori de Leipzig com a alumne de Carl Reinecke i Salomon Jadassohn. A conseqüència d'un sobreesforç nerviós, va estudiar temporalment dret a la Universitat de Leipzig, però va tornar a dedicar-se a la música el 1896, abandonant la carrera de virtuós. Primer va ser repetidor al Stadttheater Leipzig i de 1897 a 1898 va treballar com a mestre de capella al Stadttheater Lübeck. Del 1898 al 1909 va actuar com a acompanyant de concerts. El 1909 finalment va ser nomenat professor de piano al Conservatori de Leipzig.
Des de 1904 es va casar amb Hanna Hirt. El matrimoni va donar lloc a la seva filla Erika (nascuda el 25 de maig de 1911). Com el seu pare, era membre de la Lògia maçònica Apol·lo de Leipzig.

## Escrits
- Sechzehn Etüden aus Carl Czerny's Schule der Geläufigkeit zur Ausbildung der linken Hand, Pabst, Leipzig 1909
- Klaviertechnik, Pabst, Leipzig 1912
- Tonleiter-Studium für Klavier nach dem Prinzip der Symmetrie, Merseburger, Leipzig 1929.